# Le Diable au couvent
Le Diable au couvent is een Franse stomme film uit 1899. De film werd geregisseerd door Georges Méliès.

## Verhaal
Nadat in het klooster een priester biddend het baptisterium verlaten heeft, komt de Duivel uit de doopvont tevoorschijn. Als er een aantal kloosterzusters binnen komen, vermomt hij zich als priester en begint te preken. Na de preek verandert hij terug in de Duivel en jaagt de zusters weg. Hij laat de doopvont verdwijnen en een grote diabolische figuur en een meerdere duivels verschijnen. De duivels dansen rondom hem tot ze op de vlucht slaan voor een aantal kloosterzusters, een kruis voor zich houdend. De priester begint een gevecht met de Duivel en uiteindelijk verschijnt een gewapende engel die de Duivel definitief verjaagt.

## Rolverdeling
| Acteur         | Personage |
| -------------- | --------- |
| Georges Méliès | de Duivel |